# Johann Heinrich Joseph Driessen
Johann Heinrich Joseph Driessen (Bocholt, 10 juli 1794 – Aalten, 4 juli 1879) was een textielfabrikant. 

## Geschiedenis
Heinrich was een zoon van Peter Driessen en Elisabeth Hölscher en was in Amsterdam opgegroeid. Op 2 december 1820 trouwde hij in Rheine met Lisette Sträter. Zij kregen negen zonen en twee dochters. In 1826 richtten zijn neven Anton en Joseph Driessen een verzoek aan koning Willem I om in Aalten een textielfabriek te vestigen, dat door Willem I werd ingewilligd. Niet veel later vroeg ook Heinrich Driessen toestemming aan de koning, dat eveneens werd gehonoreerd. In 1832 had Heinrich ongeveer 500 linnenwevers in Aalten en omgeving die voor hem werkten, drie jaar later behoorde hij samen met Blijdestein in Enschede tot de grootste bombazijnfabrikanten van Oost-Nederland. Heinrich was vooruitstrevend en paste als een van de eersten in Nederland het gebruik van stoommachines toe. De familie Driessen heeft een grote rol gespeeld voor de Aaltense katholieke gemeenschap, die sinds de reformatie van 1597 een minderheid vormde. Door allerlei schenkingen van de Driessens kon de katholieke kerk in Aalten uitgroeien tot een volwaardige kerkgemeenschap. 

## Bron
- Website: biografischwoordenboekgelderland.nl